# L.A.P.D. (zespół muzyczny)
L.A.P.D. (skrót od Love and Peace, Dude, potem Laughing as People Die) – amerykański zespół funk-metalowy
Powstał w 1989, a w jego skład wchodzili przyszli członkowie grupy Korn (oprócz Raya Luziera). W 1991 L.A.P.D. wydał swój pierwszy i jedyny album pt. Who’s Laughing Now. Po roku w trakcie trasy koncertowej Richard Morrill opuścił zespół. Zespół spotkał się z wokalistą grupy Sexart, Jonathanem Davisem w lokalnym pubie i przyjął go do składu, aby później w Los Angeles podjąć działalność grupy pod nazwą Korn. W 1997 został wydany album z całą kolekcją piosenek pod nazwą L.A.P.D.

## Dyskografia
- Love and Peace, Dude (1989, Extended Play)
- Who’s Laughing Now (1991)
- L.A.P.D. (1997, Kompilacja)